# Distretto di Huimin
Il distretto di Huimin (回民区S) è un distretto della Cina, situato nella regione autonoma della Mongolia Interna e amministrato dalla prefettura di Hohhot.